# لغة إيلوكانو
إيلوكانو (Ilocano أو Ilokano) هي ثالث أكثر اللغات الأم انتشارًا في الفلبين.
الإيلوكانو هي لغة أسترونيزية ترتبط بلغات مثل الملايو (الإندونيسية والماليزية)، والتيتوم، والتشامورو، والفيجية، والالماورية، والهاوايئية، والساموية. وترتبط ارتباطا وثيقا ببعض من اللغات الأسترونيزية الأخرى في لوزون الشمالية، ويمكن فهمها بشكل طفيف مع لغة بالانغو واللهجات الشرقية للغة بونتوك.
في سبتمبر 2012، أصدرت مقاطعة لا يونيون مرسومًا يعترف به بلغة إيلوكانو كلغة رسمية في المقاطعة إلى جانب الفلبينية والإنجليزية، اللغتان الوطنية والرسمية في الفلبين، على التوالي. وهي أول مقاطعة في الفلبين تصدر قانونًا يحمي ويعتمد لغةً محليةً، رغم وجود لغات أخرى محكية في مقاطعة لا يونيون، بما في ذلك بانغاسينان وكانكاناي.

## التصنيف
لغة إيلوكانو هي لغة أوسترونيزية مثل كل اللغات الفلبينية، وهي عائلة لغوية واسعة النطاق يعتقد أنها نشأت في تايوان. تضم إيلوكانو فرعها الخاص داخل الفصيلة الفرعية من اللغة الفلبينية. يتحدث بها سبعة ملايين شخص كلغة أم.
وهي لغة مشتركة في المنطقة الشمالية من الفلبين، ويتحدث بها أكثر من مليوني شخص كلغة ثانوية من الناطقين الأصليين بلغات إيبانغ وإيفاتان، ولغات أخرى في شمال لوزون.

## التوزيع الجغرافي

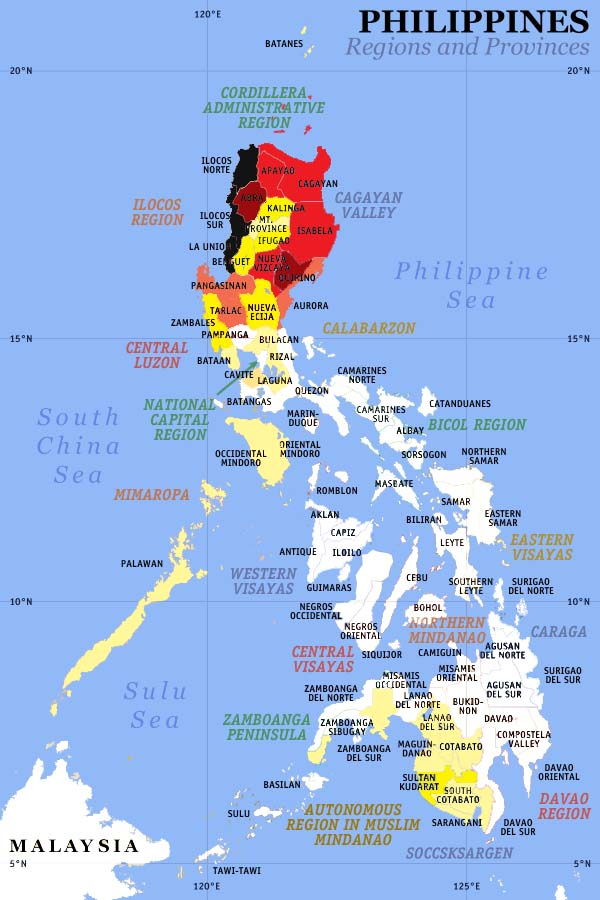
كثافة تعداد المتحدثين بلغة إيلوكانو لكل مقاطعة. كبّر الصورة لمعرفة توزيع النسبة المئوية.

اللغة منطوقة في شمال غرب لوزون، وجزر بابويان، ومنطقة كورديليرا الإدارية، ووادي كاجايان، وأجزاء من لوزون الوسطى ومناطق متفرقة في مينداناو. هناك متحدثون أيضًا في الولايات المتحدة، وأغلبهم في هاواي وكاليفورنيا. وهي ثالث أكبر لغة غير إنجليزية في هاواي بعد التاغالوغ واليابانية، بنسبة 17٪ ممن يتحدثون لغات أخرى غير الإنجليزية في المنزل (25.4٪ من السكان).

## نظام الكتابة

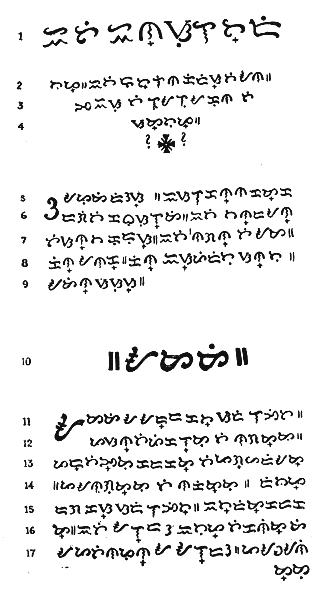
صلاة "أبونا في السماوات" من عام 1621. كتبت بلغة إيلوكانو باستخدام أبجدية بايبايين.

### الأبجدية الحديثة
تتكون أبجدية إيلوكانو الحديثة من 28 حرفا  وهي الأحرف اللاتينية الست والعشرون مضاف إليها الحرف الإسباني Ññ بالإضافة إلى حرف NGng.

### ما قبل الاستعمار
كتب شعب إيلوكانو من جميع الطبقات قبل الاستعمار بنظام مقاطع عرف باسم بايبايين. واستخدموا نظامًا يُطلق عليه اسم أبوغيدا abugida. كان ذلك مشابهاً للنصوص التاغالوغية والبانجاسينانية، حيث كان كل حرف يمثل تتابعًا ساكنًا. ومع ذلك، كانت نصوص إيلوكانو هي أول من حدد الحروف الساكنة الختامية بعلامة التشكيل – صليب أو فيراما - التي تظهر في كتاب Doctrina Cristiana عام 1621، أحد أوائل المنشورات الباقية من لغة إيلوكانو. لم يكن لدى المؤلفين قبل ذلك أي طريقة لتحديد الحروف الساكنة الأخيرة. كما كان على القارئ أن يخمن ما إذا كان الحرف الصوتي قد يُقرأ أم لا، وذلك بسبب تداخل استخدام أصوات "e" و "i" وأصوات "o" و "u”، على سبيل المثال "tendera" و tindira “ (مساعد في متجر)

### الأزمنة الحديثة
في الآونة الأخيرة، كان هناك نظامان قيد الاستخدام: النظام «الإسباني» ونظام «التاغالوغ». في النظام الإسباني، أبقي على تهجئة الكلمات ذات الأصل الإسباني. من ناحية أخرى، تم توفيق الكلمات الأصلية مع قواعد التهجئة الإسبانية. يستخدم الجيل الأكبر سنا من الإيلوكانو النظام الإسباني.
في النظام القائم على لغة التاغالوغ، هناك أكثر من تبادل من صوت إلى حرف، وتعكس بشكل أفضل النطق الفعلي للكلمة. تشكل الحروف ng صوتا منفردا وتحسب كحرف واحد، وتتبع حرف n في الأبجدية. ونتيجة لذلك، تظهر كلمة numo (تواضع) قبل كلمة ngalngal (يمضغ) في القواميس الأحدث. تحتاج الكلمات الأجنبية المنشأ، وأبرزها من الإسبانية، إلى تغيير الهجاء لتعكس الأصوات في لغة إيلوكانو بشكل أفضل. قد تتوافق الكلمات إنجليزية المنشأ (أو لا تتوافق) مع هذا الإملاء. ومن الأمثلة البارزة على استخدام هذا النظام المجلة الأسبوعية Bannawag.